# 卡罗尔·鲍勃科
卡罗尔·约瑟夫·“勃”·鲍勃科（Karol Joseph "Bo" Bobko，1937年12月23日—2023年8月17日）曾是一位美国国家航空航天局的宇航员，执行过STS-6、STS-51-D以及STS-51-J任务。